# Терешківська сільська рада (Барський район)
Терешківська сільська́ ра́да — адміністративно-територіальна одиниця та орган місцевого самоврядування в Барському районі Вінницької області. Адміністративний центр — село Терешки.

## Загальні відомості
- Територія ради: 28,1 км²
- Населення ради: 1 817 осіб (станом на 2001 рік)

## Населені пункти
Сільській раді підпорядковані населені пункти:
- с. Терешки
- с. Гавришівка
- с. Семенки

## Склад ради
Рада складається з 16 депутатів та голови.
- Голова ради: Намаляр Павло Васильович
- Секретар ради: Барасій Ніна Святославівна

### Керівний склад попередніх скликань
| Прізвище, ім'я, по батькові | Основні відомості                                                               | Дата обрання | Дата звільнення |
| --------------------------- | ------------------------------------------------------------------------------- | ------------ | --------------- |
| Юрчак Григорій Михайлович   | Сільський голова, 1952 року народження, безпартійний                            | 26.03.2006   | 31.10.2010      |
| Намаляр Павло Васильович    | Сільський голова, 1962 року народження, освіта середня спеціальна, безпартійний | 31.10.2010   |                 |

Примітка: таблиця складена за даними сайту Верховної Ради України

### Депутати
За результатами місцевих виборів 2010 року депутатами ради стали:

#### За суб'єктами висування
| Суб'єкт висування                                       | Кількість обраних депутатів | %    |
| ------------------------------------------------------- | --------------------------- | ---- |
| Партія регіонів                                         | 6                           | 37,5 |
| Політична партія Всеукраїнське об'єднання «Батьківщина» | 4                           | 25   |
| Єдиний Центр                                            | 3                           | 18,8 |
| Самовисування                                           | 3                           | 18,8 |

#### За округами
| № округу                                                | Прізвище, ім'я, по батькові   | Дата визнання обраним | Освіта             | Партійна приналежність | Відомості про обраного депутата                        |
| ------------------------------------------------------- | ----------------------------- | --------------------- | ------------------ | ---------------------- | ------------------------------------------------------ |
| Єдиний Центр                                            |                               |                       |                    |                        |                                                        |
| 3                                                       | Горлей Юрій Валерійович       | 04.11.2010            | вища               | позапартійний          | Терешківська загальноосвітня школа, вчитель            |
| 9                                                       | Запарнюк Олександр Федорович  | 04.11.2010            | вища               | позапартійний          | Терешківська загальноосвітня школа, вчитель            |
| 13                                                      | Зінчук Василь Леонтійович     | 04.11.2010            | середня спеціальна | позапартійний          | Терешківський фельдшерсько-акушерський пункт, фельдшер |
| Партія регіонів                                         |                               |                       |                    |                        |                                                        |
| 5                                                       | Подолян Леонід Борисович      | 04.11.2010            | середня спеціальна | позапартійний          | Терешківська загальноосвітня школа, охоронник          |
| 6                                                       | Чередниченко Ігор Миколайович | 04.11.2010            | середня спеціальна | член Партії регіонів   | ТОВ «Сади Поділля», бригадир                           |
| 7                                                       | Романюк Галина Борисівна      | 04.11.2010            | середня спеціальна | позапартійна           | Терешківський дошкільний навчальний заклад, вихователь |
| 8                                                       | Яцков Мусій Мусійович         | 04.11.2010            | середня спеціальна | позапартійний          | тимчасово не працює                                    |
| 11                                                      | Фурман Володимир Павлович     | 04.11.2010            | середня спеціальна | позапартійний          | тимчасово не працює                                    |
| 14                                                      | Барасій Ніна Святославівна    | 04.11.2010            | середня спеціальна | позапартійна           | Терешківська сільська рада, секретар                   |
| Політична партія Всеукраїнське об'єднання «Батьківщина» |                               |                       |                    |                        |                                                        |
| 2                                                       | Олійник Іван Васильович       | 04.11.2010            | середня спеціальна | позапартійний          | тимчасово не працює                                    |
| 10                                                      | Вакулінська Ольга Степанівна  | 04.11.2010            | вища               | позапартійна           | Сеферівська загальноосвітня школа, вчитель             |
| 15                                                      | Торкотюк Сергій Іванович      | 04.11.2010            | середня спеціальна | позапартійний          | ТОВ «Сади Поділля», охоронник                          |
| 16                                                      | Кривий Микола Васильович      | 04.11.2010            | середня спеціальна | позапартійний          | пенсіонер                                              |
| Самовисування                                           |                               |                       |                    |                        |                                                        |
| 1                                                       | Семенов Василь Іванович       | 04.11.2010            | середня спеціальна | позапартійний          | ТОВ «Сади Поділля», охоронник                          |
| 4                                                       | Юрчак Григорій Михайлович     | 04.11.2010            | вища               | позапартійний          | пенсіонер                                              |
| 12                                                      | Олійник Василь Іванович       | 04.11.2010            | середня            | позапартійний          | Кузьминецька загальноосвітня школа, вчитель            |